# Inman Line

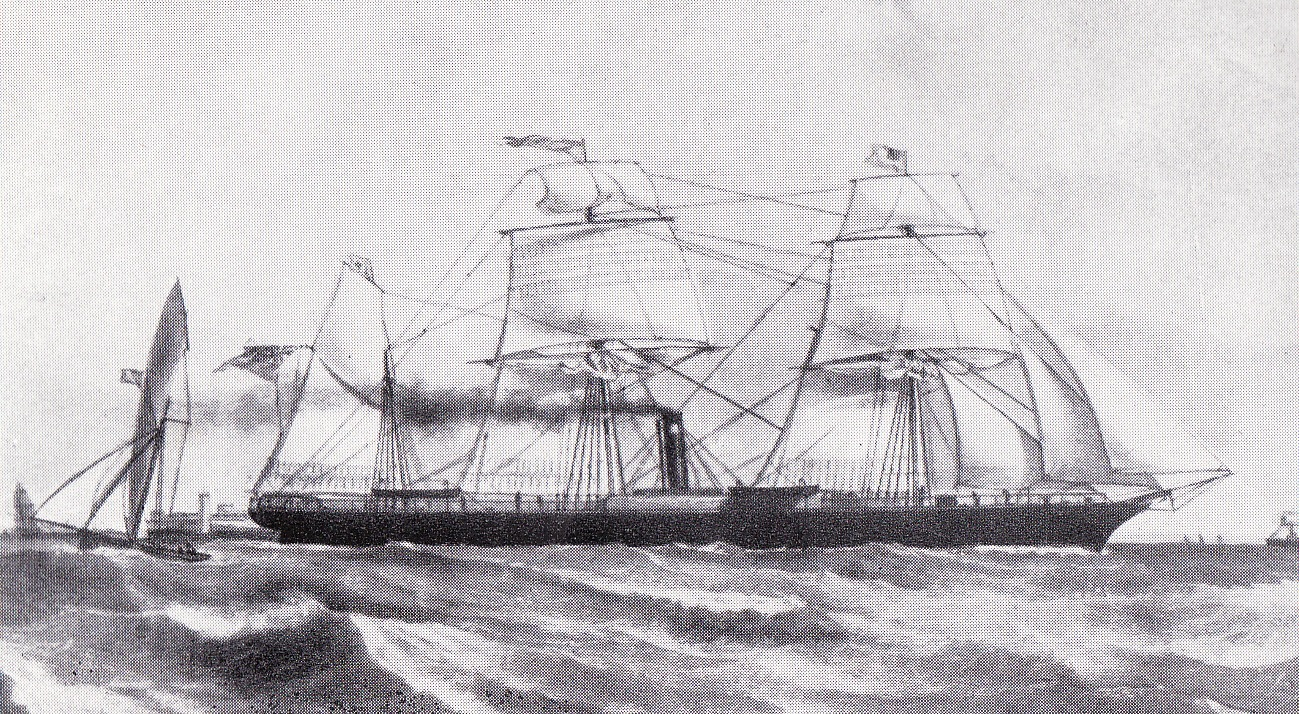
City of Glasgow 1850 года постройки установлено, что пароходы в состоянии работать на Атлантическом без субсидий.

Inman Line (англ. Inman Line) — британская судоходная компания, действовавшая с 1850 года до её поглощения в 1893 году компанией «American Line». Был одной из трех крупнейших британских пассажирских судоходных компаний XIX-го века в Северной Атлантике, наряду с «White Star Line» и «Cunard Line». Официальным названием фирмы на протяжении большей части её истории было «Liverpool, Philadelphia and New York Steamship Company», но компания была также известна как «Liverpool and Philadelphia Steamship Company», как «Inman Steamship Company Limited», а в последние несколько лет до поглощения компании, как «Inman and International Steamship Company».
Взяв на вооружение новые технологии, «Inman Line» первой показала, что несубсидированные океанские лайнеры в состоянии работать с выгодой в Северной Атлантике. Своим первым пароходом «City of Glasgow» 1850 года постройки «Inman» воодушевила судовладельцев на замену колёсных пароходов с корпусом из древесины на пароходы с металлическим корпусом, оснащенных винтовым двигателем. В 1852 году компания доказала, что пароходы могли бы перевозить пассажиров третьего класса. Пароход компании «Inman» «City of Paris» 1866 года постройки был первым винтовым лайнером, который был в состоянии соответствовать скорости колёсного парохода.
К 1870 году «Inman» высадила больше пассажиров в Нью-Йорке, чем любая другая линия.
В 1886 году принадлежащая американским владельцам «International Navigation Company» преобрела «Inman line» и начала обновление экспресс-флота двумя будущими победителями Голубой Ленты: «City of New York» и вторым был «City of Paris» 1888 года постройки. Таким образом компания вступила в эпоху двухвинтовых судов, что послужило концом в необходимости запасных парусов.

## Список лайнеров
| Ship                    | Год  | На службе Inman | Тоннаж     | Статус                                                                 |
| ----------------------- | ---- | --------------- | ---------- | ---------------------------------------------------------------------- |
| SS City of Glasgow      | 1850 | 1850-54         | 1,600 БРТ  | Исчез в 1854, выживших нет.                                            |
| SS City of Manchester   | 1851 | 1851-71         | 1,900 БРТ  | Продан в 1871.                                                         |
| SS City of Philadelphia | 1854 | 1854-54         | 2,100 БРТ  | Затонул.                                                               |
| SS City of Baltimore    | 1855 | 1855-74         | 2,400 БРТ  | Продан.                                                                |
| SS City of Washington   | 1855 | 1855-73         | 2,400 БРТ  | Затонул в 1873.                                                        |
| SS Kangaroo             | 1854 | 1855-69         | 1,850 БРТ  | Построен для других владельцев, продан в 1869.                         |
| SS Virgo                | 1856 | 1858-61         | 1,600 БРТ  | Построен для других владельцев, продан правительству США в 1861.       |
| SS Glasgow              | 1851 | 1859-65         | 1,950 БРТ  | Построен для других владельцев, потерян в 1865.                        |
| SS Edinburgh            | 1855 | 1859-68         | 2,200 БРТ  | Построен для других владельцев, продан в 1868.                         |
| SS Etna                 | 1856 | 1860-75         | 2,200 БРТ  | Построен для Кунард Лайн, продан в 1875.                               |
| SS City of New York     | 1861 | 1861-64         | 2,550 БРТ  | Затонул в 1864.                                                        |
| SS City of London       | 1863 | 1863-78         | 2,550 БРТ  | Продан в 1878. Пропал в 1881.                                          |
| SS City of Cork         | 1863 | 1863-71         | 1,550 БРТ  | Продан в 1871.                                                         |
| SS City of Limerick     | 1863 | 1863-79         | 1,550 БРТ  | Построен для других владельцев, продан в 1879                          |
| SS City of Dublin       | 1864 | 1864-73         | 2,000 БРТ  | Продан в 1874 Доминион лайн.                                           |
| SS City of Boston       | 1865 | 1865-70         | 2,200 БРТ  | Исчез в 1870, выживших нет.                                            |
| SS City of New York     | 1865 | 1865-81         | 2,650 БРТ  | Продан в 1881.                                                         |
| SS City of Paris        | 1866 | 1866-84         | 2,650 БРТ  | Продан в 1884.                                                         |
| SS City of Antwerp      | 1867 | 1867-79         | 2,400 БРТ  | Продан в 1879.                                                         |
| SS City of Brooklyn     | 1869 | 1867-78         | 2,950 БРТ  | Продан в 1878 Доминион Лайн.                                           |
| SS City of Brussels     | 1869 | 1869-83         | 3,100 БРТ  | Рекордсмен восточного направления, затонул в 1883, 10 человек умерло.  |
| SS City of Montreal     | 1872 | 1872-87         | 4,450 БРТ  | сгорел в море в 1887.                                                  |
| RMS City of Chester     | 1873 | 1873-93         | 4,800 БРТ  | экспресс лайнер, присоединился к Американ лайн в 1893.                 |
| SS City of Richmond     | 1873 | 1873-91         | 4,800 БРТ  | экспресс лайнер, продан в 1891.                                        |
| SS City of Berlin       | 1875 | 1875-93         | 5,500 БРТ  | Выиграл Голубую Ленту Атлантики в 1893.                                |
| SS City of Rome         | 1881 | 1881-81         | 8,413 БРТ  | Возвращён строительной компании после 6 рейсов, передан Анхор лайн.    |
| SS City of Chicago      | 1883 | 1883-92         | 5,150 БРТ  | Построен для других владельцев, затонул в 1892.                        |
| SS Baltic               | 1871 | 1885-86         | 3,850 БРТ  | Зафрахтован у Уайт Стар Лайн.                                          |
| SS City of New York     | 1888 | 1888-93         | 10,650 БРТ | Выиграл Голубую Ленту Атлантики, присоединился к Американ Лайн в 1893. |
| SS City of Paris        | 1889 | 1889-93         | 10,650 БРТ | Выиграл Голубую Ленту Атлантики, присоединился к Американ Лайн в 1893. |